# Ciclismo en los Juegos Panafricanos de 2015
El Ciclismo en los Juegos Panafricanos de 2015 se llevó a cabo entre los días 4 y 6 de septiembre de 2015 en Brazzaville en el que se disputaron 6 eventos (3 en masculino y 3 en femenino).

## Resultados
| Evento                             | Oro                                                                      | Plata                                                                              | Bronce                                                                             |
| ---------------------------------- | ------------------------------------------------------------------------ | ---------------------------------------------------------------------------------- | ---------------------------------------------------------------------------------- |
| Ruta Masculino                     | Janvier Hadi                                                             | Reynard Butler                                                                     | Adil Barbari                                                                       |
| Ruta Femenino                      | Kimberley Le Court De Billot                                             | Gladys Grikpa Tombrapa                                                             | Lise Olivier                                                                       |
| Contrarreloj Masculino             | Meron Teshome                                                            | Gustav Basson                                                                      | Adil Barbari                                                                       |
| Contrarreloj por Equipos Masculino | Sudáfrica Hendrik Kruger Gustav Basson Shaun-Nick Bester Reynard Butler  | Argelia Azzedine Lagab Abderrahmane Mansouri Abderrahmane Bechelaghem Nassim Saidi | Ruanda Valens Ndayisenga Janvier Hadi Jean Bosco Nsengimana Joseph Areruya         |
| Contrarreloj Femenino              | Mossana Debesay                                                          | Wehazit Kidane                                                                     | Lise Olivier                                                                       |
| Contrarreloj Femenino              | Nigeria Rosemary Marcus Gladys Grikpa Tombrapa Happy Okafor Glory Odiase | Sudáfrica Lise Olivier Catherine Colyn Heidi Dalton Zanele Tshoko                  | Etiopía Gebre Tsega Beyene Hadnet Asmelash Tesfoam Eyeru Gebru Sendel Hafte Tewele |

## Medallero
| #     | País      | Oro | Plata | Bronce | Total |
| ----- | --------- | --- | ----- | ------ | ----- |
| 1     | Eritrea   | 2   | 1     | 0      | 3     |
| 2     | Sudáfrica | 1   | 3     | 2      | 6     |
| 3     | Nigeria   | 1   | 1     | 0      | 2     |
| 4     | Ruanda    | 1   | 0     | 1      | 2     |
| 5     | Mauricio  | 1   | 0     | 0      | 1     |
| 6     | Argelia   | 0   | 1     | 2      | 3     |
| 7     | Etiopía   | 0   | 0     | 1      | 1     |
| Total | Total     | 6   | 6     | 6      | 18    |